# كأس أوغندا 1985
كأس أوغندا 1985 (بالإنجليزية: 1985 Uganda Cup)‏ هو موسم من كأس أوغندا. فاز فيه نادي إكسبريس.